# 벌지 전투
벌지 전투(영어: Battle of the Bulge)는 제2차 세계 대전 서부전선에서 독일군 최후의 대반격에 대해 연합군이 붙인 이름이다. 벌지(Bulge)는 영어로 '주머니'라는 뜻이다. 독일군의 진격에 의해 전선의 일부가 돌출된 것을 가리켜 미군이 붙여준 이름에서 유래된 것이다. 영화 《벌지 대전투》(원어로는 그냥 Battle of the Bulge) 공개이후 동명칭이 가장 많이 알려지게 되었다.
독일군은 라인을 수호하라(독일어: Unternehmen ”Wacht am Rhein”)의 작전에서 대공세를 펼쳤다. 대반격은 서부전역사령부(Oberbefehlshaber West)이었던 게르트 폰 룬트슈테트원수에 의해 입안된 것으로 룬트슈테트 공세(독일어: Rundstedt-Offensive) 혹은 지명에서 유래된 아르덴 공세(독일어: Ardennenoffensive, 영어: Ardennes Offensive)로 불리기도 한다.

## 배경
1944년 9월 4일 영국군은 벨기에 안트베르펜을 해방하였지만, 보급거점으로써 사용하기 위해서는 주변의 독일군을 몰아낼 필요가 있었기 때문에 사용가능을 위한 목적을 세우지 않았다. 그 때문에 보급선이 길어져 연합군의 진격은 정지되고 전선은 교착상태가 되었다. 이 상황을 타개하기 위해 9월 17일 버나드 몽고메리 장군이 계획한 마켓가든 작전이 개시되어 라인 강 확보를 위한 전투가 시도되었으나, 이 작전은 너무나도 무모하게 진행되어 대실패로 끝났다. 전선은 다시 교착상태가 되었고, 연합군은 일시적으로 진격을 중지하고 중대한 문제가 된 보급대책의 해결에 나서기 시작했다. 또한 동부 전선에서도 소련에 의한 바그라티온 작전이 폴란드 동부에서 끝나가던 시기였지만 소련군은 1944년 12월 말까지 폴란드 서부로 진격할 수 없었다.
이 기회를 틈타 히틀러는 건곤일척이라 할 수 있는 반격작전을 구상했다. 1940년 프랑스에 대한 전격전 승리를 재현하는 것으로 벨기에 아르덴 지방의 삼림지대를 기갑부대로 돌파하여 단번에 안트베르펜까지 진격하여 이곳을 탈환하고, 서부전선 북쪽의 연합군을 포위, 괴멸시킨다는 작전안이었다. 군 수뇌부의 룬트슈테트와 발터 모델은 이 계획이 무모하다고 반대했으나, 묵살되고 히틀러는 이 작전의 성공으로 서부전선이 정체되고, 만약 연합군과 강화를 실현한다면 동부전선에 전력을 집중할 수 있을 거라고 추측했다.
또 한 가지 작전안으로써 북부의 광대한 전선에 분산된 코트니 H. 호지스 장군 휘하의 미 1군을 협공하여 괴멸시킬 것을 제안했다. 적군의 포위, 분단이 쉽고, 아군의 피해도 최소한으로 줄일 수 있으나, 연합군 전력의 일부를 줄이는 것밖에는 성과가 없고, 전쟁의 귀추를 변화시킬 작전안이 아니었기에 기각되었다.
작전시기는 아르덴 숲이 안개에 휩싸이는 겨울로 잡았다. 이미 제공권은 연합군으로 옮겨졌기에 항공기에 의한 격렬한 폭격으로부터 부대를 숨기기 위해서였다. 또한 독일군은 작전에 참가하는 전력으로 정예 약 20개 사단을 준비하고, 신예의 티거 2 전차도 포함시켰으나, 내실은 동부전선에서의 출혈의 간접적인 영향 때문에 거의 모든 부대가 정원을 채우지 못하였고, 훈련도가 낮고 새로 편성된 국민척탄병사단까지 투입시킬 정도였다. 군수품과 연료의 부족도 심각할 정도로 증가하여, 만족할 만한 양을 준비하지 못했다. 그러나 작전은 1944년에 전쟁 중 최대치에 도달한 독일의 병기 생산량의 대부분이 투입된 정예 부대로 작전에 대한 기대가 컸다.
그러나 공격을 예정대로 진행하기 위해서는 작전 도중 연합군의 보급 거점을 탈취할 필요가 있는 등, 처음부터 위험을 안고 있던 작전이었다. 한 가지라도 잘못되는 상황이 벌어지면 작전 전체에 파급될 가능성이 매우 높았던 것이었다.
연합군 상층부는 독일군 집결의 정보나 공세작전의 조후를 보고받았으나, 독일에게는 공세에 나설 여력은 남아있지 않다고 판단하여 주의를 기울이지 않았다. 또한 아르덴지방은 깊은 삼림과 산악지대였기에 기갑부대가 쉽사리 통과할 수 없다고 생각하고, 이 지구의 방위에는 약체화된 부대를 배치할 정도였다. 이 판단은 전후에 통렬한 비판이 내려졌다. 이미 독일군의 전차부대는 1940년에 같은 지역에서 영국과 프랑스의 연합군 사이를 뚫고 프랑스에 쳐들어갔던 경험이 있었다.

### 계획 입안
9월 중순에 아르덴 숲을 통과하여 공격을 감행하기로 결정되었다. 주력은 서쪽으로 진격하여 뮤즈강까지 도달한 뒤 북서쪽의 앤트워프와 브뤼셀로 진격할 예정이었다. 가장 곤란한 것은 작전개시로부터의 신속한 이동이라 생각할 수 있으나, 뮤즈강을 넘는다면 극적으로 개선되어 해안까지 도달이 가능할 것으로 보였다. 작전은 연합군 첩보본부에 라인란트의 방어작전과 오인시키기 위해 "라인을 수호하라"(Wacht am Rhein)고 이름붙여졌다. 이것은 독일의 노래에서 따온 명칭이기도 하다.
4개군의 작전투입이 결정되었다:
- 요제프 디트리히가 이끄는 SS 6기갑군은 1944년 10월 26일에 새롭게 편성되었다. 이 군에는 무장친위대의 정예사단 1 SS기갑사단 LSSAH와 12 SS기갑사단 히틀러유겐트가 참가했다. 그들은 주요 공격부대로써 북부공격을 감행할 예정이고, 목표는 앤트워프의 확보였다.
- 하소 폰 만토이펠이 이끄는 5 기갑군은 중앙공격을 담당해 브뤼셀 확보가 목표였다.
- 에리히 브란덴베르크가 이끄는 7군은 측면지원과 남부공격을 담당하였다.
- 15군은 재편성되어 최북부에 배치되었다. 임무는 이 지역의 미군 세력을 붙잡아 공격에 대한 최적의 상황을 만들어 내는 것이었다.

공격의 성공에는 3가지 요점이 요구되었다고 생각된다.
- 공격은 완전히 기습이어야 한다는 점.
- 악천후여야 한다는 점. 연합군의 제공권을 무효화시키고, 보급로를 확보해야 하는 점. 시기는 겨울 중에도 혹설기를 설정한다.
- 신속한 진격이어야 한다는점. 모델 원수는 뮤즈 강까지 4일만에 도착하지 않으면 안 되는 것을 생각해야 한다.

공격에 앞서 독일군의 부대 이동을 연합군은 확인하지 못했다. 프랑스 해방에서는 레지스탕스로부터 유익한 정보를 얻었으나, 연합군이 독일 국경에 도달한 당시로써는 그런 정보를 기대할 수 없었다. 프랑스는 에니그마에 의해 암호화된 무선통신으로 지령을 내리는 독일군을 감청해 울트라 암호 해독기로 해독하였으나, 독일 국내에서는 이러한 지령이 전화와 텔레프린터를 사용하여 송수신되었다. 또한 다가올 공세를 생각해 무선 교신의 특별차단지령으로 교신이 감소하였다(독일 국내에 있던 전화나 전보 등이 많이 사용되었다). 7월 20일 히틀러 암살 미수 사건으로 인해 독일 국방군 내에서 숙청으로 독일군의 통신보안은 재강화되어 정보누출의 감소가 현저해졌다. 또한 가을의 짙은 안개와 날씨는 연합군의 정찰기가 지형을 정찰하는 데 방해가 되었다.
연합군 최고사령부는 첩보부로부터 이전의 보고 - 독일군은 말기상황에 다다라 공세에 나설 여력이 없다-를 근거로 아르덴의 정세에 변화는 없을 것이라고 생각해 아르덴 방면에는 휘르트겐 숲 전투를 겪으며 약체화된 부대를 배치하여, 이곳을 강화하는 조치는 취하지 않고 방치했다. 특히 아르덴 지방의 한쪽을 지키는 미국 2 보병사단은 역전의 사단이었으나 휘르트겐 숲 전투에서 큰 피해를 입고 부대를 재건 중이었다. 또한 같은 지역을 지키던 99보병사단과 106 보병사단은 미국 본토에서 도착한 신참 보병사단이었기에 대부분 전투 경험이 없었다. 그런데도 나중에 99사단은 선전했으나, SS 6 기갑군 등의 맹공을 받았던 106사단은 순식간에 궤멸당해 다수의 병사가 독일군에게 항복했다.

## 독일군의 공격
1944년 12월 16일 독일군은 벨기에 아르덴숲을 통과해 진격을 개시했다. 끊이지 않던 악천후로 인해 연합군은 항공기를 띄울 수 없었기 때문에 독일군은 큰 도움을 받았다.
돌연 기습으로 허를 찔린 미들턴 장군의 미 8군은 클레르보, 호지겐 등 일부거점에서 완강하게 저항했으나, 여단, 연대, 대대등 고급 부대장의 전사 및 부상이 속출하여 괴멸당하거나, 포로가 되거나, 포위되거나 하는 위급한 상황이 되었다. 그러나 이 놀라움과 혼란을 틈타 벌어진 독일군의 진격은 최초 수일 동안만 계속되었을 뿐이었다. 12월 하순에 이르자, 독일군의 주력부대는 여러 지역에서 급히 달려온 미군에 의한 강력한 저항을 만나 전진은 매우 늦어지게 되었다. 또 각 전선의 진격속도도 큰 편차가 생겨, 속공에 성공한 부대가 포위당해 집중적인 반격을 당하는 사태가 속출했다.
히틀러는 처음엔 연합군이 이 사태에 대응하는 데 시간이 어느 정도 걸릴 것이라고 생각하였다. 독일군의 대규모 공세라는 것을 인식하는 데 수일, 아이젠하워가 각국 수상과 상담하여 부대의 배치전환을 명령하는 데 수일, 그리고 배치전환 명령을 받은 부대가 현지에 도달하는 데 수일이 걸릴 것이라고 내다보았다. 이정도 시간이 걸린다면 작전은 틀림없이 성공할 수 있다고 생각했다. 그러나 실제로는 연합군의 반응은 히틀러의 예상을 뛰어넘을 정도로 빨랐다. 또한 아이젠하워의 결단도 빨랐다. 그는 각국 수뇌등과 상담하지 않고, 부대의 배치전환을 단행하고, 당시 프랑스에서 재건 중이던 101 공수사단을 바스토뉴로, 82 공수사단을 생비트로 급히 보냈다. 히틀러의 생각은 첫날부터 어긋나게 된 것이다.

### 슈퇴서 작전 (독일어:Operation Stösser)
연합국 점령지역 후방으로 공수부대를 강하시켜, 본 작전의 지원 및 연합군의 교란을 노린 슈퇴서 작전이 계획되었다. 슈퇴서 작전에는 작전개시가 12월 16일 이른 오전으로 예정되었으나, 악천후와 연료부족 때문에 결국 하루가 늦은 12월 17일 새벽 03:00로 강하시간이 설정되었다. 강하부대의 목표지점은 말메디에서 11km 북쪽의 [바라크 미하일]십자로였다. 프리드리히 아우구스트 폰 데아 하이트 대령과 부하들은 그 지점을 확보하고, 제 12 SS기갑사단 히틀러유겐트가 도착할 때까지 24시간 동안 그 지점에서 연합군의 증원과 보급을 방해할 예정이었다.
12월 17일 오전 0시 직후, 112대의 Ju 52수송기에 약 1,300명의 팔슈름예거를 탑승시키고, 짙은 구름과 강한 눈보라를 헤치고 이륙했다. 그 결과 다수의 수송기가 예정된 코스를 벗어났고, 또 강하지점에 접근한 수송기도 강풍 때문에 많은 병사들이 강하예정지점에서 멀리 떨어진 지점에 낙하했다.
17일 정오쯤에 약 300명이 목적지점에 도착했다. 그러나 이것으론 전력이 충분하지 못해 연합군에 대한 저항도 제대로 할 수 없었다. 하이트 대령은 십자로를 확보한다는 계획을 파기하고 부근에서 게릴라 전술을 펼칠 것을 부하에게 명령했다. 낙하범위가 광범위하고 분산되었기 때문에 각지에서 보고가 잇달아 연합군사령부는 대규모 공수작전이 실시된 것으로 오인하였다. 많은 혼란이 발생한 후방의 안전을 확보하기 위해 인원배치가 실시되었기 때문에 전선에 대한 증원이 뒤늦은 결과 독일군의 공세를 용인하게 되었던 것이다.

### 그라이프 작전
오토 스코르체니 친위대 중령이 이끄는 제 150 기갑여단이 미군의 군복을 착용하고 영어를 구사하는 병사들이 노획한 연합군의 차량과 연합군의 것으로 위장한 차량을 사용하여 적 후방지역에 침입했다. 실제 완벽하게 영어로 이야기할 수 있고, 그곳에서 태어나서 후방 지역에 침투하는 것이 가능한 이는 20여 명 정도였지만 이런 부대의 존재는 그 행동 이상의 혼란을 발생시켰다.([본대]는 뮤즈강에 놓여 있는 다리를 확보하는 데 실패했다) 미군병사의 군복을 착용한 독일병사의 존재 소문은 삽시간에 퍼져나갔고, 조지 패튼장군도 이 소문을 듣고 놀라, 12월 17일 아이젠하워 장군에게 “완벽한 영어를 구사하는 그라우츠들이 여러 곳에서 출몰하여 전화선을 절단하거나, 도로표식을 바꿔 아군의 방어거점에 도착할 수 없게 혼란을 주고 있다.”라고 보고했다.
독일병사는 미군의 군복을 착용하다가 체포되면 대부분 그 장소에서 스파이로 간주하여 총살시켰다. 제네바 조약 아래에서 군복착용에 관련된 항목과 전시포로에 대한 취급이 모순이 되었지만 총살은 이 시점에서 일반적인 행위였다. 스코르체니와 그 부하들은 이러한 처벌을 각오하고 있었기에 그들은 미군 군복 안에 독일군 군복을 착용하였다.
후방지역에서의 방해공작 중 몇 명의 병사가 연합군에 의해 체포되었으나, 이미 각오를 다진 그들은 최후까지 거짓자백을 하여 연합군에게 혼란을 주었다. 그들은 임무에 관련해서 취조받을 때, 파리에 있던 아이젠하워의 유괴와 살해가 목적이라고 답해 아이젠하워의 호위는 대폭으로 증가하고 그는 사령부에서 나올 수 없게 만들었다. 그 반면 그들은 정직하게 “부대의 지휘관은 스코르체니이다.”라고 자백했다. 정직하게 말하면 효과적이라고 생각한 것일까? 현실적으로 생각한다면 파리에 침입하여 아이젠하워가 있는 장소에 다다르는 것이 무리인 작전이었지만, 지금까지 믿지 못할 작전을 성공시킨 스코르체니가 지휘하고 있었기에 연합군은 이 자백에 속아 넘어간 것이었다.
그 결과 후방지역의 여러 곳에 검문소가 설치되어, 병력과 장비의 이동이 정체되었다. 야전헌병은 미국인이라면 누구나 알고 있을 거라고 생각되는 질문(미키 마우스의 여자친구 이름, 유명한 야구시합의 스코어, 일리노이주의 주도 등)을 모든 병사들에게 엄격하게 질문했다. 헌병의 질문을 받은 오말 브렌들리 장군은 일리노이주의 주도를 스프링필드라고 정확하게 답했으나, 헌병은 주도를 시카고로 생각했기 때문에 그는 짧은 시간 억류되었다.(일리노이주 최대의 도시는 확실히 시카고였기에 결국 많은 미국인이 오해한 것이다.)
이러한 일련의 사건의 여파로 ‘유럽에서 가장 위험한 인물’이란 별명이 붙은 스코르체니 자신은 이 작전이 실패했다고 말했다. 결국 첫날 달성하려던 목적은 어느 정도 달성되었고, 부대의 존재가 밝혀진 이상 작전을 고집하는 것도 의미가 없다고 생각했다. 스코르체니는 작전을 중지시키고, 제 150기갑사단의 병사들을 통상의 군복으로 바꿔 입히고, 보통의 기갑여단으로서 전투에 투입시켰다.

### 말메디 학살
북부에서는 SS 6기갑군의 주력인 4,800명의 병사와 600대의 차량으로 이루어진, 요아힘 파이퍼 SS중령이 이끄는 파이퍼 전투단이 벨기에 서부로 진출했다. 12월 17일 07:00시에 그들은 뷰리겐의 미군의 연료보급기지를 확보하고, 서쪽으로 진격에 앞서 연료를 재보급하는 데 성공했다. 12:30분 말메디와 리누빌 사이의 고지, 보호즈 마을 근처에서 285 포병관측대대와 조우했다. 소규모 전투 후 미군부대는 항복하고, 포로 약 150명이 무장해제되어 십자로 부근 들판에 8열 횡대로 세워졌다. 이어 기관총 사격으로 최소 84명이 사살되었다.
훗날 재판에서 검찰측 기록에 의하면 기갑부대를 지휘하던 장교의 명령에 의해 곧 1명의 전차병이 포로를 피스톨로 쏘았고, 계속해서 다른 병사들이 기관총으로 총격을 가했다고 전해진다. (다만 이 [공식견해]에 대해선 여러 가지 모순과 의문이 남아있다)
진실은 끝내 밝혀지지 않았지만, 실제 도망을 준비한 포로에 대해 위협발포에 의해 패닉이 발생하고 뒤이어 도망치려는 포로들을 쏜 것이 아닌가 하는 설도 있다. 최후까지 아직 숨이 붙어있던 자들을 돌면서 죽인 자들도 있다고 하나, 그들은 이전에 데렌의 마을에서 미군의 폭격 앞에 희생된 벨기에 민간인의 무참한 시체를 처리하고, 또 전투경험이 낮은 자들도 많아 미군병사에 대한 증오에 의한 사적인 보복가능성도 있다.
전후 파이퍼 SS중령은 체포되어 말메디 사건의 책임을 묻는 재판이 열려 파이퍼를 포함한 친위대 대원 43명이 사형 선고를 받았다. 하지만 이들 대부분은 전반적 특사로 무기징역으로 감형되었고 56년까지 모두 석방되었다.
전투는 계속되었고, 1 SS기갑사단 LSSAH 사단은 밤까지 미 99보병사단을 공격해 이들을 격파했다. 파이퍼 전투단은 스다부로에 도착했다.

### 파이퍼 전투단의 공격
파이퍼는 12월 18일 스타벨롯에 들어갔으나, 미군 방어부대의 격렬한 저항을 받았다. 미군의 배제는 어려웠기에 그는 소부대를 마을에 남기고, 트로와퐁의 다리로 향했다. 그러나 다리는 퇴각하는 연합군에 의해 파괴된 뒤였다. 파이퍼는 라 그레즈에서 스토몽으로 향했다. 파이퍼의 접근을 알아챈 미군 공병부대는 다리를 폭파하고, 미군은 참호를 파고 전투준비에 들어갔다.
파이퍼 전투단은 독일군 주력과 단절되고, 미군이 스타부로를 탈환하자 보급에도 어려움을 겪게 되었다. 스토몽의 상황은 절망적이었고, 파이퍼는 라 그레즈로 후퇴해 방어진지에서 구원부대를 기다리기로 결정했다. 구원부대는 연합군의 방어를 돌파하지 못했고, 12월 23일 파이퍼는 퇴각을 결정했다. 전투단은 그들의 귀중한 차량 및 전차 등의 장비를 버리고 도보로 탈출했다.

### 생 비트
생 비트의 중심부는 중요한 도로의 교차지점이어서 폰 만토이펠과 디트리히 부대의 주요 목표였다. 방어부대는 미군 제 7기갑사단에 제 106보병사단과 제 9기갑사단, 제 28보병사단의 일부가 합쳐져 있었다. 브루스 C 클라크 장군 지휘하의 이 부대는 독일군의 공격에 저항하여 진격을 최대한 늦추었다. 독일군은 12월 21일이 되어서 겨우 생 비트를 확보했으나, 미군의 저항은 계속되었기에 참호로 퇴각했다. 12월 23일까지 독일군은 그들의 측면을 분쇄하고, 미군은 세므강의 서쪽으로 퇴각했다. 독일측이 계획은 12월 17일 18:00까지 생 비트를 확보하는 것이었으나, 계획의 지연으로 작전진행에 커다란 타격을 입게 되었다.

### 바스토뉴
12월 19일 연합군 상급지휘관들은 베르됭요새의 지하기지에서 회의를 가졌다. 아이젠하워는 패튼에게 제 3군을 북부에 대한 반격에 나서게 할 수 있느냐고 물었다. 패튼은 48시간 안에 가능하다고 답했다. 실제 패튼은 회의에 출석하기 전 부하에게 북부에 대한 반격을 준비하라고 명령을 내렸다. 아이젠하워가 물었을 때 이미 그 일은 진행되고 있었다.
12월 21일 코콧트 장군의 제 26국민척탄병사단을 주력으로 한 독일군은 연합국의 방어선을 돌파하고 제일 먼저 도착하여 전주방위진지를 구축하여, 미육군 제 101 공정사단 및 제 10기갑사단의 일부가 수비하던 바스토뉴를 완전히 포위했다. 수비대의 책임자였던 제 101 공정사단장 대리 안소니 맥컬리프준장은 독일군의 항복권고에 대해 “NUTS!”라고 답하고 부관이 그 말을 그대로 편지에 적어서 공식회답으로 독일군에게 보낸 유명한 일화가 있다.(당시 사단장 맥스웰 D 테일러장군은 회의 때문에 부대를 떠났었고, 사단장대리인 맥컬리프준장이 지휘를 맡고 있었다)
독일군은 몇 군데 개별지점에 대해 순차적으로 공격을 집중했다. 이것은 방어측에게 공격이 격퇴되면 끊이지 않고 증원을 보내 이를 강화했으나, 한편으론 독일군의 병력수의 이점이 사라져 버리게 되었다. 결국 독일군은 조기 바스토뉴 공략은 실패했고, 귀중한 며칠을 낭비하여 바스토뉴를 포위한 채 서쪽으로 진격해야만 했다. 남은 부대는 그 후 몇 차례 바스토뉴에 대한 공격에 나섰으나 방어선을 돌파하지 못했다.

## 연합군의 반격
12월 23일 날씨가 회복되면서 연합군은 공중폭격과 공중보급을 개시했다. 항공폭격은 독일군의 보급기지에 대해 괴멸적인 타격을 주었고, P-47 썬더볼트는 도로상의 독일군을 공격했다. 거기에 바스토뉴에 대해 공중보급으로 의약품, 식료, 모포, 탄약이 보급되었다. 자원봉사자들로 구성된 외과의팀이 글라이더로 현지에 들어가 부상자 구원에 나섰다.
12월 24일 보급선의 한계를 넘어선 독일군의 진격은 뮤즈강 근처에서 속력을 잃었다. 연료와 탄약의 고갈이 치명적이었다. 또한 작전이 개시된 뒤 독일군은 무선봉쇄를 해제했기 때문에 연합군의 정보부는 손쉽게 독일군의 위치를 알아내어 적절한 반격이 이루어지게 되었다. 이 시점에서 독일군의 손실은 파이퍼 전투단의 소모와는 별도로 경미한 상황이었다. 24일 밤 하소 폰 만토이펠은 작전의 중지와 철수를 진언했으나, 히틀러는 이를 거절했다.
패튼의 제 3군은 바스토뉴를 구원하기 위해 전투를 계속했다. 12월 26일 16:50분 제 4기갑사단의 일부가 바스토뉴에 도달하여 포위를 깨뜨렸다. 1월 13일 독일군은 바스토뉴에서 퇴각했다. 1월 23일에는 독일군 사령부에 의해 작전중지가 결정되었다. 전투는 공식적으로 1945년 1월 27일날 종료되었다.

## 전투 후 영향
작전에 의해 연합군은 다수의 전력을 잃어 진공계획을 수개월 간 늦추게 되었으나, 연합군은 손실된 전력을 보충 할 수 있었고 독일군은 결정적인 패퇴와 손실을 입어 전쟁종결은 빨라지게 되었다. 또한 방어를 굳히지 않고 공세에 나섰던 독일군의 핵심 병력이 보급이 끊어져 궤멸당하였기에 진공에 의한 연합군의 피해는 최소한으로 줄일 수 있게 되었다. 거기에 독일은 동부전선에 군을 돌릴 여력도 없어졌기에 소련의 진격속도를 8일 빠르게 만드는 결과를 내놓았다.

## 같이 보기
- 플라텐지 공세